# 豐景園站
豐景園站（英語：Goodview Garden Stop）是香港輕鐵的車站之一，代號260，屬單程車票第1收費區，共有2個月台，共有3條輕鐵路線途經此站。車站處於海珠路、恒富街之間，在豐景園南面、海典軒以東、青松侯寶垣中學以北，鄰近屯門游泳池。
本站是輕鐵第二期新車站之一，於1991年11月啟用。
豐景園站是香港輕鐵首個安裝易達斜台的車站。

## 車站結構

### 車站樓層
| 地面              | 出口 | 海珠路、豐景園、友愛（南）巴士總站、海典軒 |   |  |
| 地面              | 月台 | \| 側式 · 開左邊车门 \| \| \| \| \| \| \| \| 輕鐵507綫往田景（兆麟） 輕鐵614綫往元朗（兆麟） 輕鐵614P綫往兆康（兆麟） \| 1 \| \| \| \| 2 \| 輕鐵507綫往屯門碼頭（屯門泳池） 輕鐵614綫往屯門碼頭（屯門泳池） 輕鐵614P綫往屯門碼頭（屯門泳池） \| \| \| \| 側式 · 開左邊车门 \| \| \| \| \| |   |  |
| 地面              | 出口 | 恒富街、新生命教育協會平安福音中學、青松侯寶垣中學、南浪海灣、嘉悅半島 |   |  |
| 側式 · 開左邊车门 |      | |   |  |
|                   |      | 輕鐵507綫往田景（兆麟） 輕鐵614綫往元朗（兆麟） 輕鐵614P綫往兆康（兆麟） | 1 |  |
|                   | 2    | 輕鐵507綫往屯門碼頭（屯門泳池） 輕鐵614綫往屯門碼頭（屯門泳池） 輕鐵614P綫往屯門碼頭（屯門泳池） |   |  |
| 側式 · 開左邊车门 |      | |   |  |

### 車站周邊

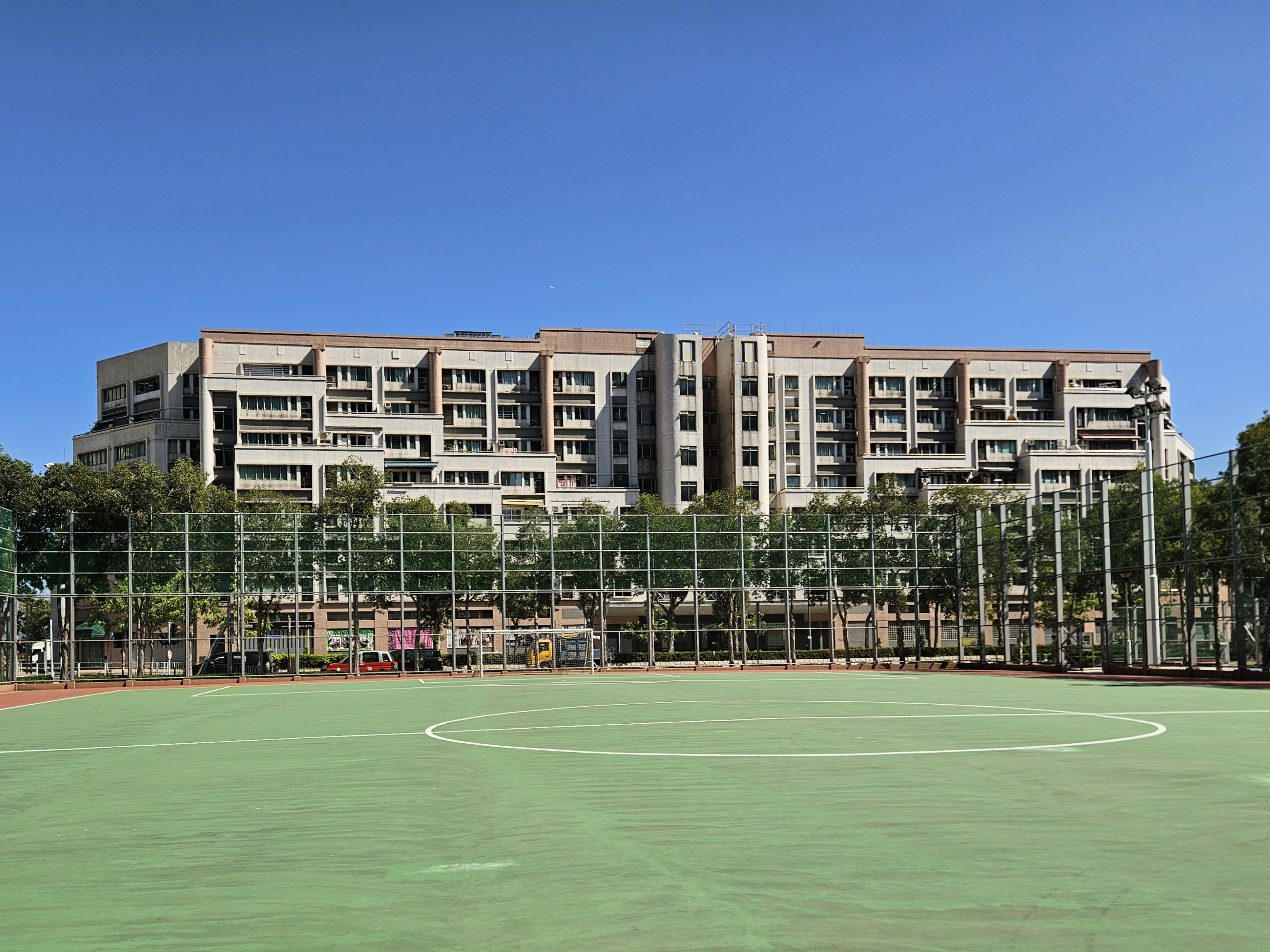
萬能閣

- 豐景園
- 南浪海灣
- 海典軒
- 海珠路遊樂場
- 恆貴街遊樂場
- 嘉悦半島
- 翠寧花園
- 新生命教育協會平安福音中學
- 青松侯寶垣中學
- 萬能閣
- 展亮技能發展中心（屯門）
- 香港基督教服務處培愛學校

## 資料來源與註釋
1. ↑  黃文軒; 陳浩然. . 香港01. 2019-07-19  [2020-01-10]. （原始内容存档于2021-10-09） （中文（香港））.

## 外部連結
- 港鐵公司 - 輕鐵街道圖（页面存档备份，存于）
- 港鐵公司 - 輕鐵行車時間表（页面存档备份，存于）